# Ramon Gener
Ramon Gener (o Janer), president de la Generalitat de Catalunya en els períodes 1364-1365, en substitució temporal de Romeu Sescomes i 1379-1380. Era canonge de la Seu d'Urgell i rector de Sant Andreu de Palomar, a Barcelona. S'estima que va morir en 1388.
D'àmplia experiència en càrrecs de la Diputació, anteriorment havia estat diputat en 1358. Nomenat conseller a les Corts de Barcelona (1365) i oïdor de comptes en 1367, en el període que la Diputació del General va ser governada per un regent. Torna a ser elegit diputat en 1375, durant el segon mandat de Romeu Sescomes.
El 7 de gener de 1379 és escollit per a un segon mandat per la comissió reorganitzadora de la Diputació que havia estat formada per resoldre la crisi institucional creada després de les Corts de Barcelona (1377). La comissió, només un any més tard, va destituir als diputats nomenats per aquestes Corts (Galceran de Besora) i nomenà una nova terna de diputats amb Ramon Gener al front. Aquest segon mandat de Ramon Gener només va durar fins als nous nomenaments de les Corts de Barcelona 1379-1380.